# Самарканд (пароход, 1866)
«Самарканд» — колёсный вооружённый пароход с металлическим корпусом, входил в состав Аральской флотилии Российской империи. Использовался для грузо-пассажирских перевозок и охраны воинских коммуникаций на Сырдарье.

## Описание парохода
Колёсный пароход c железным корпусом водоизмещением 154 тонны. Длина парохода составляла 45,72 метра, ширина — 6,71 метра, осадка — 0,61 метра. На судне была установлена паровая машина мощностью 70 номинальных лошадиных сил, в качестве движителя использовались два бортовых гребных колеса. Построенный специально для хода против верхнего течения Сырдарьи, пароход в отличие от ранее построенных судов полностью оправдал своё назначение. Считался лучшим и наиболее удачным пароходом, построенным для Аральской флотилии, несмотря на то, что из-за лёгкого железного корпуса и довольно слабого крепления был мало пригоден для морских плаваний.
По одним данным вооружение парохода состояло из 4-фунтовой (92-мм) нарезной пушки, двух 6-фунтовых (76,2-мм) карронад и двух 10-фунтовых  (122-мм) медных бескаморных единорогов, установленных на американских станках, по другим данным 4-фунтовых нарезных пушек было две. Экипаж судна состоял из 52-х человек.
По требованию А. И. Бутакова, под контролем которого проектировался пароход, на «Самарканде» был установлен носовой руль, благодаря которому была улучшена манёвренность парохода.

## История службы
В 1863 году стало очевидно, что имеющиеся в составе Аральской флотилии пароходы не удовлетворяют условиям судоходства на Сырдарье в силу глубокой осадки и слабости машин. Поэтому в Бельгии был заказан пароход «Самарканд» с более мощной паровой машиной и меньшей осадкой, чем у ранее построенных судов. К концу июля 1866 года корпус судна был доставлен в Санкт-Петербург, откуда в августе того же года был отправлен в Самару. Первое плавание по Сырдарье пароход совершил в 1869 году.
В навигацию 1873 года «Самарканд» оказался в мелкой луже, поскольку за ночь русло реки сместилось. Пароход был спасен сотником Кулбай-беком, который вместе с казахами из своего аула построил плотину и прорыл канал, по которому удалось вывести пароход на «большую воду». Также 28 апреля (10 мая) 1873 года принимал участие в действиях против хивинской крепости Ак-Кала.

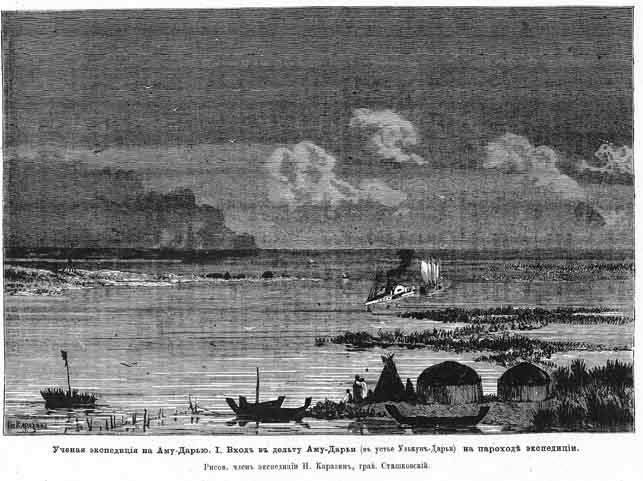
Учёная экспедиция на Амударью. Вход в дельту Амударьи на пароходе «Самарканд». Гравюра Сташковского по рисунку одного из членов экспедиции Н. Н. Каразина.

Принимал участие в научной экспедиции на Амударью 1874 года, задачи которой заключались

в определении количества вод и степени судоходства Аму-дарьи в её дельте и вверх по течению, до крайнего нашего пограничного пункта с Бухарою; в исследовании сухих русел, прилегающих к низовьям реки Аму и направляющихся в сторону Сыр-дарьи; в изысканиях условий высыхания степных водоёмов и распространения песков в пределах наших владений; в производстве метеорологических, а в случае возможности и астрономических наблюдений, и в разных топографических, статистических и естественно-исторических исследованиях в нашем Аму-дарьинском Крае.— Журнал «Нива» № 18 за 1874 год
C 1876 до апреля 1877 года пароход совершил рейс вверх по Амударье из Петроалександровска до Чарджоу став первым пароходом, добравшимся до этих мест. В кампанию 1878 года также совершал плавания по Амударье, Сырдарье, их притокам и Аральскому морю.
В 1879 году под командованием капитан-лейтенанта Брюхова пароход дошел до Ходжа-Соляра, чем показал, что верховья Сырдарьи пригодны для судоходства.
В ночь с 15 (27) на 16 (28) января 1881 года «Самарканд» получил пробоину и затонул недалеко от форта Перовский. Над поверхностью осталась средняя часть левого борта с кожухом гребного колеса, дымовая труба и половина мостика. Тёмные мутные воды Сырдарьи исключали возможность работы водолазов, поэтому обычные в то время методы подъёма судна не годились. Сотник Кулбай-бек на этот раз запросил 6000 рублей за постройку плотины, но поскольку начальник Аральской флотилии не располагал такой суммой, соглашение не состоялось.
Из Казалинска в апреле того же года был прислан инженер, подпоручик А. Г. Бетхер, поднявший два турецких броненосца на Дунае во время Русско-турецкой войны. Но его попытки вытащить пароход по каткам при помощи талей, браги и трёх шпилей с ручным приводом не увенчались успехом. Корпус парохода прочно засел в иле, и завести брагу не представлялось возможным. А быстрое течение реки, разносившее мешки с песком и щиты, мешало строительству плотины. Попытки укрепления плотины и откачки воды продолжались до 21 ноября (3 декабря), но ни 13 ручных помп, круглосуточно откачивающих воду, ни несколько сот верблюдов, которых пытались использовать для утрамбовки плотины, не привели к желаемому результату. И работы по подъёму парохода в 1881 году были остановлены в связи с наступившими морозами.
В 1882 году была предпринята вторая попытка по поднятию парохода с привлечением трехсот матросов, двух барж и парохода «Сырдарья». Однако из-за небывалого до того времени весеннего половодья плотина была повреждена, и от работ по подъёму парохода пришлось отказаться.
Пароход «Самарканд» исключен из списков судов флота во время упразднения Аральской флотилии в 1883 году.

## Командиры парохода
Командирами парохода «Самарканд» в разное время служили:
- полковник корпуса флотских штурманов Н. Казаков (1873—1874 годы)[9];
- мичман К. Ф. Левенгаген (1875 год)[10];
- капитан-лейтенант В. И. Брюхов (1876—1878 годы)[11];
- лейтенант Е. А. Подушкин (1878 год)[комм. 1][12].

## Память
- Судно фигурирует в повести Н. Н. Каразина «В камышах»[13].